# Szawle Arena
Szawle Arena – hala sportowa w Szawlach, na Litwie. Hala została otwarta 25 lipca 2007 roku. 
W hali odbywają się głównie mecze koszykówki. Klub BC Szawle rozgrywa na tym obiekcie swoje mecze w lidze litewskiej i Pucharze ULEB. Podczas Mistrzostw Europy w koszykówce w 2011 roku, zostały tutaj rozegrane mecze grupy B.